# 格林斯堡 (肯塔基州)
格林斯堡（英語：Greensburg），是美国肯塔基州的一座城市。建立于1796年，面积约为5.4平方公里（2.1平方英里）。根据2010年美国人口普查，该市的人口为2,163人。